# Distelbladroller
De distelbladroller (Agapeta hamana) is een nachtvlinder uit de familie van de bladrollers (Tortricidae). De spanwijdte van de vlinder bedraagt 15 tot 24 millimeter.
De vliegtijd van de vlinder is juni tot in augustus. De rups gebruikt akkerdistel, klaver en kruipend stalkruid als waardplanten.
De vlinder komt voor in geheel Europa.